# Manuel Aramburu
Manuel Aramburu Núñez (León, España, 8 de abril de 1936-Pontevedra, España, 20 de junio de 2015), pintor y dibujante español .
Inició su aprendizaje en el mundo de la pintura en Pontevedra, ciudad a la que con motivo de la Guerra civil tuvo que emigrar su familia poco tiempo después de su nacimiento.
Aramburu es uno de los maestro de la pintura actual de Galicia, perteneciente a la llamada "generación de vanguardias y silencios", de la que forman parte un grupo de artistas que desarrollaron su actividad creativa a partir de la postguerra española. Es posterior, por tanto, a artistas como Manuel Colmeiro Guimarás o Laxeiro, y anterior a la joven escuela artística gallega, marcada quizá a partir de la experiencia "Atlántica" en los años 80.
En 1969 es pensionado por la Diputación de Pontevedra para estudiar en París, momento en que tiene la oportunidad de estudiar el impresionismo, por el que se siente especialmente atraído y cuya influencia nunca ha abandonado.

## Obra
La obra de Manuel Aramburu se puede dividir en los siguientes periodos:

### Periodo inicial
Etapa correspondiente a los duros años de la postguerra española en una ciudad de gran tradición cultural en la Galicia de la primera mitad del Siglo XX. Se trata de su primera etapa de aprendizaje, influido por los artistas gallegos de las generaciones inmediatamente anteriores: Manuel Colmeiro Guimarás, Arturo Souto Feijoo, Luis Seoane, y Manolo Torres, Laxeiro o Pesqueira, artistas estos últimos con los que Aramburu tuvo mucho contacto, y, en algún caso, una gran amistad y respeto mutuo. 
En esta etapa se observa una gran influencia de los impresionistas del siglo XIX, especialmente Paul Cezanne y Van Gogh.

### Expresionismo abstracto
Durante los años 1971-1975 en la pintura de Aramburu se encuentra un tema recurrente: Los montes del Paraño, (impresionante paraje situado en la zona limítrofe de las provincias españolas de Pontevedra y Orense, que llevan su obra a distintos museos y a ser reconocido en publicaciones nacionales como representación de la moderna pintura española.

### Último periodo
En el año 1975 presenta en la Bienal Nacional de Arte de Pontevedra su obra "Desguace" que obtiene la primera medalla de oro (posteriormente obtendría la de bronce en la bienal Internacional), y marca la temática de su obra hasta el final de su vida, acaecido el 20 de junio de 2015, en Pontevedra.
Una constante a lo largo de toda su trayectoria es su faceta de retratista, estudioso de maestros como Velázquez, Francisco de Goya y Lucientes o Fernando Álvarez de Sotomayor, que le llevan a aceptar el encargo de retratar en diversas ocasiones a don Juan Carlos I, rey de España, a Don Felipe de Borbón, Príncipe de Asturias, o a realizar la galería de retratos de la Academia Naval de Marín o de los decanos de la Facultad de Derecho de la Universidad de Santiago de Compostela.
Para el retrato, Aramburu utiliza tanto el óleo como la sanguina.

## Museos y exposiciones
Su obra se encuentra en diversos museos españoles y de otros países.